# سهراب مرادی

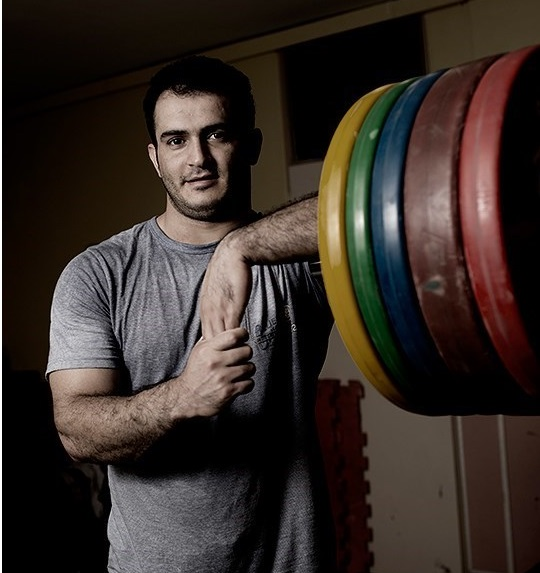

سهراب مرادی شاهقریه (زادهٔ ۳۱ شهریور ۱۳۶۷ در سده لنجان، اصفهان) وزنه‌بردار سابق ایرانی می‌باشد. وی در المپیک تابستانی ۲۰۱۶ توانست در دستهٔ ۹۴ کیلوگرم نشان طلا به دست بیاورد. همچنین دو قهرمانی جهان در سال‌های ۲۰۱۷ و ۲۰۱۸ و دو طلا و یک برنز در رقابت‌های قهرمانی آسیا و طلای بازی‌های آسیایی از دیگر دستاوردهای او در مسابقات بین‌المللی می‌باشند.
مرادی توانسته چندین بار رکورد جهان را در اوزان مختلف جابه‌جا کند. وی با مهار وزنهٔ ۱۸۶ کیلوگرمی در یک‌ضرب و ثبت حدنصاب ۴۱۸ کیلوگرم در مجموع، رکورددار یک‌ضرب و مجموع دستهٔ وزنی ۹۶ کیلوگرم است. وی همچنین رکورددار یک‌ضرب، دوضرب و مجموع در دستهٔ وزنی قدیمی ۹۴ کیلوگرم است. این دسته در حال حاضر در رقابت‌های رسمی برگزار نمی‌شود و رکوردهای ثبت شده در آن از رکوردهای رسمی مسابقات محسوب نمی‌شود.

## زندگی‌نامه
سهراب مرادی در ۳۱ شهریورماه سال ۱۳۶۷ در شهر سده لنجان، اصفهان زاده شد.

## فعالیت حرفه‌ای

### قهرمانی آسیا
سهراب مرادی در مسابقات قهرمانی آسیا در سال‌های ۲۰۰۹ و ۲۰۱۲ به مدال طلا دست یافته‌است.

### المپیک ۲۰۱۲
سهراب مرادی در رقابت‌های المپیک لندن حضور داشت که در مسابقات هشتاد و پنج کیلوگرم، با سه حرکت ناموفق در مرحله یک‌ضرب از رقابت‌ها حذف شد.

### دوپینگ و محرومیت
مونیکا اونگار مسئول بخش حقوقی فدراسیون بین‌المللی وزنه‌برداری، در مهر ماه ۱۳۹۲ اعلام کرد: یاسین باقری و سهراب مرادی دو وزنه‌بردار ایرانی هستند که دوپینگشان مثبت اعلام شده و هر دو برای دو سال از حضور در رقابت‌های جهانی محروم شده‌اند.

### المپیک ۲۰۱۶
سهراب مرادی توانست در بازی‌های المپیک تابستانی ۲۰۱۶ ریودوژانیرو در وزن ۹۴ کیلوگرم در مجموع با رکورد ۴۰۳ کیلوگرم موفق به کسب مدال طلا شود.

### قهرمانی جهان ۲۰۱۷
سهراب مرادی در این مسابقات موفق شد در شهر آناهایم آمریکا سه طلای یک ضرب و دو ضرب و مجموع را از آن خود کند و برای اولین بار قهرمان جهان شود.
او توانست پس از ۱۷ سال رکود جهان را جابه‌جا نماید. او با ثبت رکورد مجموع ۴۱۷ کیلوگرم رکورد قبلی را که ۳۸۸ کیلوگرم بود و توسط دیدژبالیس لهستانی زده شده بود را شکست.

### قهرمانی جهان ۲۰۱۸
مرادی در حالی که در شهر عشق آباد برای اولین بار بعد از تغییر اوزان وزنه‌برداری، در وزن ۹۶ کیلوگرم به روی تخته رفت موفق شد با مهار وزنه‌های ۱۸۶ ک‌گ در یک‌ضرب و ۲۳۰ ک‌گ در دوضرب و ۴۱۶ ک‌گ در مجموع صاحب سه طلای یک‌ضرب و دوضرب و مجموع و همچنین رکورددار وزن ۹۶ کیلوگرم جهان بشود.

## نتایج
| سال                        | مکان                         | وزن        | یکضرب (کیلوگرم) | یکضرب (کیلوگرم) | یکضرب (کیلوگرم) | یکضرب (کیلوگرم) | دوضرب (کیلوگرم) | دوضرب (کیلوگرم) | دوضرب (کیلوگرم) | دوضرب (کیلوگرم) | مجموع  | رتبه   |
| سال                        | مکان                         | وزن        | ۱               | ۲               | ۳               | رتبه            | ۱               | ۲               | ۳               | رتبه            | مجموع  | رتبه   |
| المپیک                     | المپیک                       | المپیک     | المپیک          | المپیک          | المپیک          | المپیک          | المپیک          | المپیک          | المپیک          | المپیک          | المپیک | المپیک |
| -------------------------- | ---------------------------- | ---------- | --------------- | --------------- | --------------- | --------------- | --------------- | --------------- | --------------- | --------------- | ------ | ------ |
| ۲۰۱۲                       | لندن، بریتانیا               | ۸۵ کیلوگرم | 166             | 166             | ۱۶۶             | --              | --              | --              | --              | --              | --     | --     |
| ۲۰۱۶                       | ریو دو ژانیرو، برزیل         | ۹۴ کیلوگرم | 178             | 179             | 182             | 1               | 221             | 234             | 234             | 1               | 403    | 1      |
| قهرمانی جهان               |                              |            |                 |                 |                 |                 |                 |                 |                 |                 |        |        |
| ۲۰۰۷                       | چیانگ مای، تایلند            | ۷۷ کیلوگرم | 145             | 145             | 153             | 14              | 175             | ۱۷۵             | ۱۷۵             | ۲۹              | ۳۲۸    | ۲۲     |
| ۲۰۱۷                       | آناهایم، ایالات متحده آمریکا | ۹۴ کیلوگرم | 176             | 182             | 184             | 1               | 220             | 233             | --              | 1               | 417    | 1      |
| 2018                       | عشق‌آباد، ترکمنستان           | ۹۶ کیلوگرم | 181             | ۱۸۶             | ۱۸۶ WR          | 1               | ۲۲۳             | ۲۳۰ WR          | 237             | 1               | ۴۱۶ WR | 1      |
| بازی‌های آسیایی             |                              |            |                 |                 |                 |                 |                 |                 |                 |                 |        |        |
| ۲۰۱۸                       | جاکارتا، اندونزی             | ۹۴ کیلوگرم | 182             | 189             | 189             | 1               | 221             | 234             | 234             | 1               | 410    | 1      |
| قهرمانی آسیا               |                              |            |                 |                 |                 |                 |                 |                 |                 |                 |        |        |
| 2008                       | کانازاوا، ایشیکاوا، ژاپن     | ۷۷ کیلوگرم | 142             | 146             | 150             | 3               | 173             | 176             | 179             | 4               | 325    | 3      |
| ۲۰۰۹                       | تالدی‌قورغان، قزاقستان        | ۸۵ کیلوگرم | 163             | 165             | 168             | 1               | 193             | 197             | 199             | 1               | 367    | 1      |
| ۲۰۱۱                       | تانگلینگ، چین                | ۸۵ کیلوگرم | 151             | 157             | 157             | 5               | 180             | 190             | ۱۹۳             | ۷               | ۳۳۷    | ۶      |
| ۲۰۱۲                       | پیونگتائک، کره جنوبی         | ۸۵ کیلوگرم | 168             | 172             | 175             | 2               | 210             | 216             | 216             | 1               | 388    | 1      |
| ۲۰۱۳                       | آستانه، قزاقستان             | ۸۵ کیلوگرم | 158             | 158             | 161             | --              | 190             | 200             | --              | --              | --     | DSQ    |
| ۲۰۲۰                       | تاشکند، ازبکستان             | ۹۶ کیلوگرم | 170             | 174             | 174             | 3               | 210             | 220             | 220             | 2               | 384    | 2      |
| World Junior Championships |                              |            |                 |                 |                 |                 |                 |                 |                 |                 |        |        |
| 2008                       | کالی (شهر), کلمبیا           | ۷۷ کیلوگرم | 141             | 141             | 141             | 5               | 170             | 177             | 177             | 4               | 318    | 3      |
| Minor Competitions         |                              |            |                 |                 |                 |                 |                 |                 |                 |                 |        |        |
| 2017                       | عشق‌آباد، ترکمنستان (AIMAG)   | ۹۴ کیلوگرم | 176             | 181             | 185             | 1               | 220             | 220             | 228             | 1               | 413    | 1      |